# Động đất Valparaíso 1730
Động đất Valparaíso 1730 xảy ra vào 03:45 giờ địa phương (08:45 UTC) ngày 8 tháng 7. Độ lớn sóng bề mặt của nó là 8,7 và nó gây ra một cơn sóng thần với độ lớn ước tính Mt=8,75, nó đã làm lụt phần dưới của Valparaíso. Trận động đất gây ra thiệt hạt nặng nề từ La Serena đến Chillan, trong khi cơn sóng thần làm ảnh hưởng hơn 1.000 km bờ biển của Chile.

## Bối cảnh kiến tạo
Trận động đất xảy ra dọc theo ranh giới giữa mảng Nazca và mảng Nam Mỹ, tại địa điểm nơi chúng hội tụ tại với tỷ lệ 70 mm một năm.
Chile đã ở ranh giới mảng hội tụ mà tạo ra những trận siêu động đất từ thời kỳ Đại Cổ sinh (500 triệu năm trước). Trong lịch sử bờ biển Chile đã phải chịu nhiều trận siêu động đất dọc ranh giới mảng này, bao gồm cả trận động đất mạnh nhất từng đo được. Gần đây nhất, ranh giới này đứt vỡ vào năm 2010 ở miền trung Chile.

## Thiệt hại
Trận động đất gây thiệt hại nghiêm trọng trên một diện tích rộng, Valparaíso, Coquimbo, Illapel, Petorca và Tiltil đều bị ảnh hưởng. Nhà thờ xã La Serena đã bị phá hủy.
Chỉ có một vài trường hợp tử vong được ghi nhận do trận động đất, theo báo cáo vì một trận tiền chấn mạnh đã khiến mọi người phải rời khỏi nhà của họ. Điều tương tự cũng xảy ra khi cơn sóng thần khiến nhiều người phải chạy lên các vị trí cao hơn để tránh nước, nên chỉ vài người thiệt mạng.

## Đặc điểm

### Động đất
Vào khoảng 1:00 giờ địa phương tại Santiago, đã có một trận động đất mạnh, theo sau bở vài trấn động nhỏ hơn. Trận động chính xảy ra vào lúc 04:45 giờ địa phương.
Một đứt gãy dài 350–550 km đã được ướt tính xảy ra từ sự kiện này.

### Sóng thần
Sóng thần xảy ra ngay sau động đất chính, nó vào sâu đến 16m ở Concepción. Nó cũng được quan sát thấy ở  Callao, Peru và ở Honshu, Nhật Bản, nơi nhiều cánh đồng bị ngập ở Rikuzen và bán đảo Oshika.